# Пејтон Сојер
Пејтон Елизабет Сојер је измишљен лик из америчке телевизијске серије Три Хил. Њена биолошка мајка ју је оставила на рођењу, а као малу девојчицу усвојили су је Лари и Ана Сојер, који су јој и дали презиме Сојер. Већину свог детињства и адолесцентских дана је провела сама, јер је Ана погинула у саобраћајној несрећи док је Пејтон још увек била мала, а Лари је као радник на броду врло често био одсутан од куће. У четвртој сезони серије преживела је физички напад од стране ментално оболелог младића по имену Ијан Бенкс, који се представљао као њен брат по оцу Дерек Самерс. Посебно је интересују музика и уметност. Основа своју музичку издавачку кућу у петој сезони серије. Тренутно је верена за Лукаса.